# Hugo Botstiber
Hugo Botstiber (* 21. April 1875 in Wien, Österreich-Ungarn; † 15. Jänner 1941 in Shrewsbury, Großbritannien) war ein österreichischer Musikwissenschaftler.

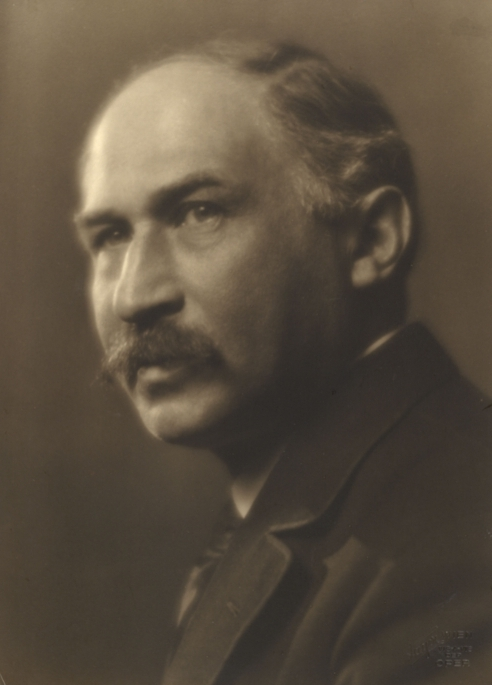
Aufnahme von Georg Fayer (1927)

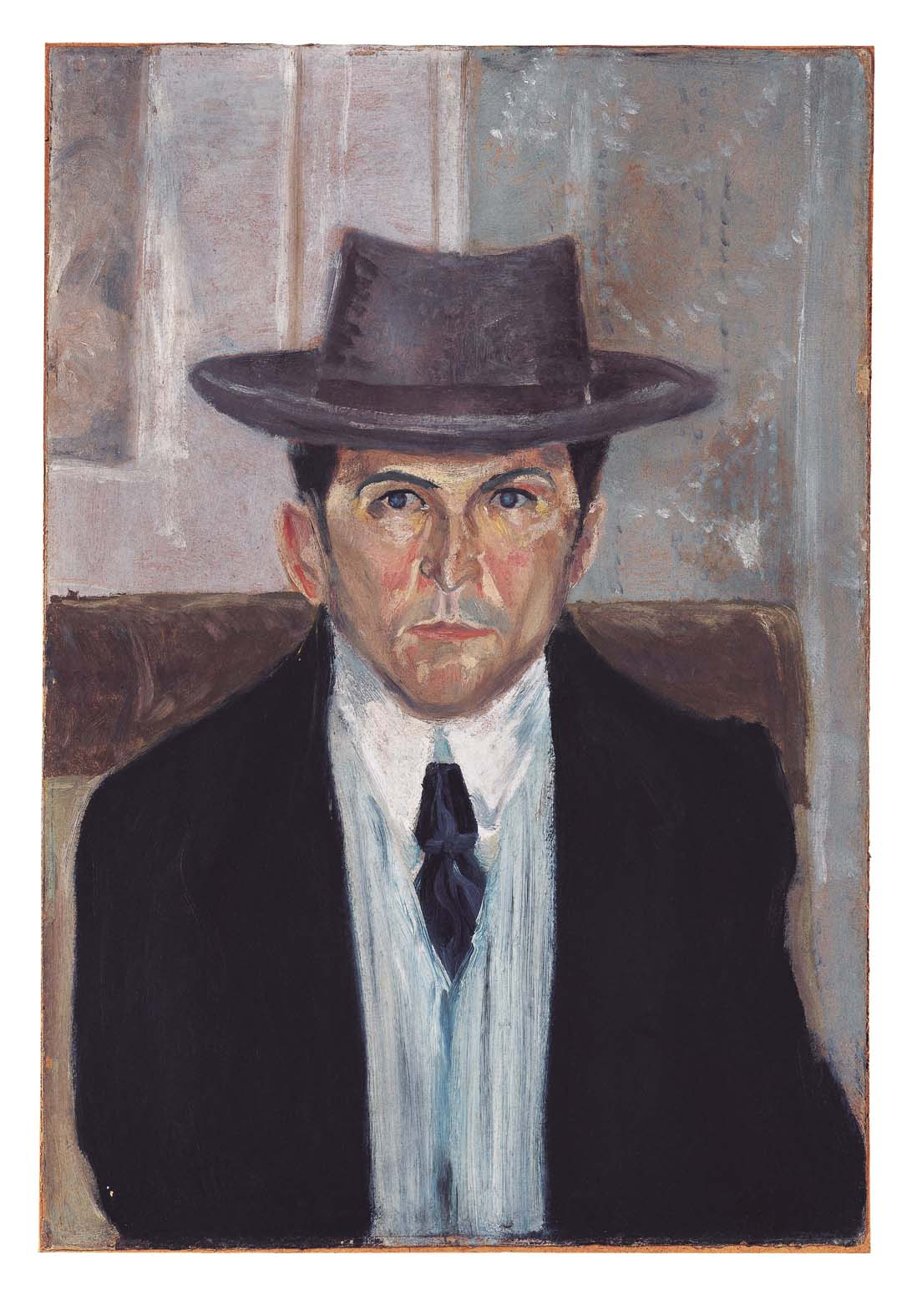
Arnold Schönberg: Hugo Botstiber, um 1910

## Leben
Hugo Botstiber entstammte einer jüdischen Familie, konvertierte aber 1897 zum römisch-katholischen Glauben. Er studierte bei Robert Fuchs und Guido Adler, bei Alexander von Zemlinsky nahm er Privatunterricht. 1900 wurde er Mitarbeiter in der Bibliothek und 1905 Sekretär und Kanzleidirektor der Gesellschaft der Musikfreunde in Wien. Er war von 1912/13 bis 1938 Generalsekretär der Wiener Konzerthausgesellschaft. Daneben war er auch Mitglied der Kommission zur Herausgabe der „Denkmäler der Tonkunst in Österreich“ und gab u. a. von 1907 bis 1911 das Jahrbuch Musikbuch aus Österreich heraus. Nach seinem altersgemäßen Ausscheiden musste er aufgrund seiner Herkunft nach dem „Anschluss“ Österreichs nach England emigrieren, wo er noch als Privatgelehrter tätig war.

## Schriften (Auswahl)
- Richard Heuberger (Red.), —: Musikbuch aus Österreich. Ein Jahrbuch der Musikpflege in Österreich und der bedeutendsten Musikstätten des Auslandes. K. Fromme, Wien/Leipzig 1904, OBV. (1904, erster Jahrgang, und 1911, achter Jahrgang).
- Robert Schumann’s Symphonien. Erläuterungen mit Notenbeispielen. Meisterführer, Band 13, ZDB-ID 1306234-7. Schlesinger, Berlin 1910, OBV.
- Geschichte der Ouvertüre und der freien Orchesterformen. Mit Notenanhang. Kleine Handbücher der Musikgeschichte nach Gattungen, Band 9, ZDB-ID 121778-1. Breitkopf & Härtel, Leipzig 1913, OBV.
- Beethoven im Alltag. Ein Beitrag zur Jahrhundertfeier. Mit zahlreichen Bild- und Notenbeilagen. Wiener Philharmonischer Verlag, Wien 1927, OBV.
- Joseph Haydn. Band 3. Unter Benutzung der von Carl Ferdinand Pohl hinterlassenen Materialien. Breitkopf & Härtel, Leipzig 1927, OBV.